# 东京鳞毛蕨
东京鳞毛蕨（学名：Dryopteris tokyoensis）为鳞毛蕨科鳞毛蕨属下的一个种。其种加词“tokyoensis”意为“东京的”。